# Dwarsrivier (Ceres)
 
De Dwarsrivier is een riviertje in de provincie West-Kaap van Zuid-Afrika. 
Het riviertje ontspringt aan de oostzijde van de Skurveberge en stroomt door het Warm Bokkeveld naar het zuiden, waarbij het water ontvangt van de Modderrivier en daarna van de Koekedouwrivier, die wat verder naar het zuiden ook in deze bergen ontspringt. In de Koekedouw is een stuwmeer aangelegd dat van belang is voor de watervoorziening van Ceres, waar de Dwarsrivier een grote bocht door maakt. De Titusrivier komt hier vanuit het zuidoosten samen met de Dwars. Daarna wringt de Dwarsrivier zich door een ravijn door de Skurveberge langs de Michellspas. Aan de andere kant van de bergen komt de  Dwarsrivier samen met Witelsrivier. Samen vloeien zij dan verder onder de naam Breederivier. 